# ولاية حلب
ولاية حلب ولاية عثمانية كانت تضم منطقة حلب (بدءا من معرة النعمان في الجنوب) شمالاً وصولاً إلى البستان ومرعش وغرباً بما يشمل لواء اسكندرون وصولاً إلى ولاية أضنة. تضم إضافة إلى سنجق حلب سناجق مرعش وعنتاب والبيرة. بلغ عدد سكان الولاية 824227 نسمة عام 1914.
سلخت أغلب مناطق الولاية عن سورية وضمت إلى تركيا في معاهدة لوزان. سلخ لواء اسكندرون عن سوريا عام 1939.

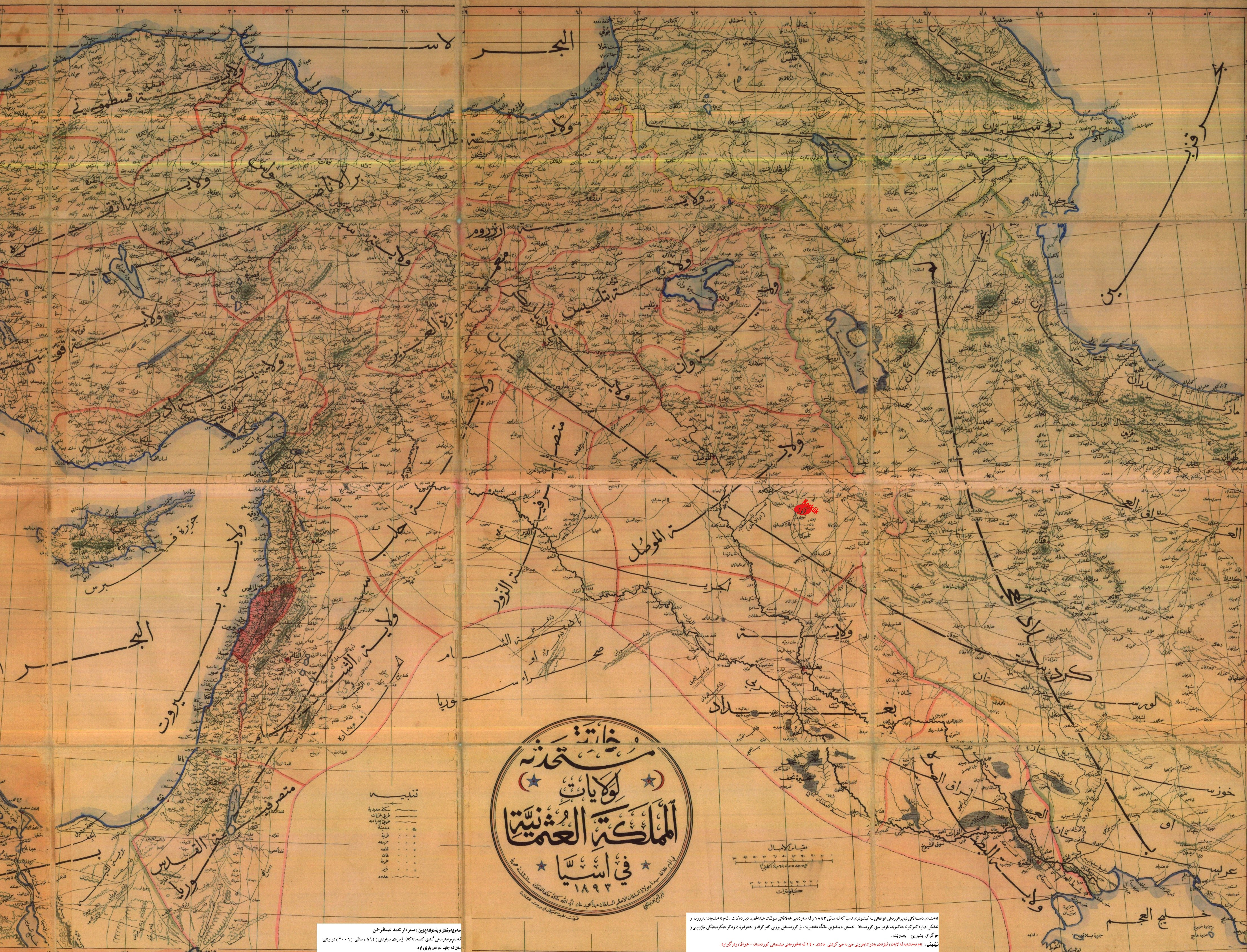
ولاية حلب في خارطة الولايات العثمانية في المشرق العربي وشرق الأناضول

ولاية حلب في نهاية العهد العثماني